# Dying Light
 (juin 2019).
Si vous disposez d'ouvrages ou d'articles de référence ou si vous connaissez des sites web de qualité traitant du thème abordé ici, merci de compléter l'article en donnant les références utiles à sa vérifiabilité et en les liant à la section « Notes et références ».
 (février 2022).
Dying Light est un jeu vidéo d'action-aventure en vue à la première personne, doté d'un cycle jour/nuit, dans lequel le joueur doit survivre dans un monde ouvert et se protéger d'une population d'infectés. Le jeu est développé par Techland et édité par Warner Bros. Le jeu est sorti sur PlayStation 4, Xbox One, Windows et Linux le 27 janvier 2015 en version numérique puis le 26 février 2015 en version disque,,,,. Un portage du jeu sous macOS sort également le 16 décembre 2016, en même temps qu'une version du jeu aux graphismes améliorés nommée Dying Light: Enhanced Edition. Le jeu est également sorti sur Nintendo Switch le 19 octobre 2021, avec tous les DLC et autres extensions gratuites du jeu.
Il a pour suite Dying Light 2 Stay Human, qui est sorti le 4 février 2022.

## Trame

### Synopsis
Un agent pathogène, le virion, dérivé de la rage, fait des ravages dans la ville fictive d’Harran. Le Ministère de la Défense a érigé un mur et placé la ville sous quarantaine pour contenir l'épidémie, mais cette solution n’est pas viable. Le ministère a proposé de raser la ville afin de supprimer toute trace du virus, mais des survivants pourraient encore se trouver sur place. L'agent Kyle Crane est de son côté envoyé par le GRE (Global Relief Effort) dans la ville d'Harran pour retrouver un dossier volé par un certain Kadir Suleiman (connu sous le nom de Rais) qui pourrait contenir des informations sur la synthèse d'un remède au virus qui frappe Harran.

### Factions
- Le GRE, le groupe de ravitaillement et d'entraide (ou Global Relief Effort) est une organisation humanitaire en lien avec le Ministère de la Défense turque, elle supervise l'envoi de caisses humanitaires pour les survivants d'Harran.
- Les Traceurs sont un groupe de survivants de la Tour. Ils sont athlétiques, agiles et possèdent des aptitudes au parkour. Leur but est de survivre en interceptant les caisses humanitaires du GRE, et en tenant tête aux hommes de Rais.
- Les Bandits correspondent au groupe voulant un contrôle d'Harran, ils terrorisent et agressent les survivants, pillent les caisses humanitaires et sont très bien armés.
- Les Sauveurs sont un groupe indépendant de survivants qui font sortir certains survivants des bidonvilles.

### Personnages
- Kyle Crane : Agent du GRE originaire de Chicago, il est envoyé à Harran pour retrouver un dossier volé qui pourrait contenir des informations sur un éventuel vaccin au virus d' Harran. Il entre en contact avec les survivants de la Tour puis devient Traceur, pour ensuite approcher Rais et lui subtiliser le dossier. Il va vite se prendre d'affection pour Jade Aldemir, et faire passer les intérêts de la ville et des survivants avant ceux du GRE qui est prêt à sacrifier la ville si nécessaire pour obtenir le dossier.
- Kadir "Rais" Suleiman : Figure politique de la ville avant l'incident d'Harran, il est devenu un seigneur de guerre et a volé au GRE un dossier sensible sur un possible remède du virus après que son frère Hassan soit mort. Rais (le mot swahili pour président) a créé une faction remplie d'hommes violents, et intercepte la quasi-totalité des largages humanitaires du GRE pour créer un lobby sur l'antizine (produit permettant de stopper pendant un moment les effets du virus).
- Harris Brecken : Ancien professeur de parkour, il est maintenant à la tête de la Tour, un bâtiment au centre du bidonville où se sont réfugiés une grande partie des survivants. Traceur habile, il est blessé à la tête lors d'une tentative d'interception de largage d'antizine.
- Jade Aldemir : Traceuse et habile combattante, surnommée le scorpion, elle sauve la vie à Crane au début du jeu et sera à ses côtés plusieurs fois. Elle est très protectrice envers son frère Rahim.
- Rahim Aldemir : Petit frère de Jade, il formera Crane aux bases du parkour. Peu prudent et très spontané, il a pour idée de faire sauter un immeuble où se trouve un nid de rapaces.
- Lena : Docteur de la Tour, elle remet sur pied Crane et lui confiera des tâches.
- Docteur Imran Zere : Scientifique à Harran, il travaille sans relâche à un remède contre le virus.
- Docteur Camden : Collègue du docteur Zere, il s'est barricadé dans une clinique dans la vieille ville, et travaille aussi à un remède au virus.
- Amir Ghoreyshi : Traceur de la Tour, il aide Jade à sauver Crane au début du jeu, mais meurt rapidement, submergé par les infectés. On apprend plus tard qu'il était un agent du GRE chargé de la protection du docteur Camden.
- Ayo : Un annonceur de la tour, qui annonce la venue de la nuit.

## Système de jeu

### Principe
Dying Light est un jeu de zombie apocalyptique fixé dans un monde ouvert divisé en plusieurs parties : bidonvilles, égouts, vieille ville et une zone éloignée abritant une antenne relais. Les joueurs traversent un vaste environnement urbain envahi par une population infectée qui a envahi les rues de la ville et peut se trouver dans des bâtiments et sur des toits. Le joueur évolue dans la zone, récolte des fournitures pour la fabrication d'armes et en accomplit de nombreuses quêtes pour le compte de différents intérêts. L’originalité du titre vient du fait que Crane puisse utiliser des aptitudes de parkour pour se déplacer de manière fluide et rapide, et ainsi mieux combattre les infectés. Il existe onze types de zombies, plus ou moins puissants, rapides, adroits, plus ou moins bien équipés, etc.
Le jeu est basé surtout sur le combat rapproché à l'aide d'une grande diversité d'armes blanches ou contondantes ainsi que des armes à feu, plus rares et qui n'apparaissent qu'au milieu de l'intrigue. Chaque arme peut être améliorée pour augmenter la résistance, la maniabilité et les dégâts, et de nombreux mods d'arme peuvent être fabriqués pour ajouter des effets de brûlure, d'électrocution ou d'empoisonnement aux ennemis. Une grande variété d'armes de jet est aussi disponible, tels que des cocktails Molotov, des shurikens et grenades artisanales, des couteaux et autres hachettes. Enfin, le joueur peut se servir de l'environnement pour éliminer efficacement les ennemis, avec des barrières et flaques électrifiées, des voitures piégées, des pièges lumineux, des bidons et flaques d'essence, des rangées de pics en acier à empalement, etc. Les ennemis sont variés au fur et à mesure de la progression dans le jeu. À noter que la discrétion est aussi de rigueur, car une détonation ou un coup de feu peut par exemple attirer des virulents, des infectés qui ont des aptitudes de parkour similaires à celle du joueur, et peuvent ainsi le suivre sur les toits. Outre le bruit, la lumière émise la nuit, ou un déplacement de nuit à découvert, peut aussi attirer l'attention.

### Cycle jour/nuit
Pendant la journée, le joueur évolue dans un environnement ouvert au parkour, peut récupérer des fournitures, sauver des survivants au hasard, et récupérer des parachutages du GRE (qui contiennent des caisses humanitaires permettant de gagner de l'expérience). Lorsque le soleil se couche, à 21 heures, la nuit devient beaucoup plus dangereuse, mais les points d'expériences sont doublés en conséquence. Les rapaces apparaissent et sont très dangereux car ils sont plus rapides que Crane; ils peuvent courir, sauter, escalader des bâtiments et poursuivre le joueur durant un temps conséquent, peu importe les obstacles. Les esquiveurs sont aussi présents la nuit, localisés à des endroits précis, ils n'attaquent pas, s'enfuient très rapidement à la moindre approche frontale du joueur, mais sont utiles pour certains crafts d'arme une fois tués; leur mort attire invariablement d'autres types d'ennemis, comme les rapaces. Les infectés de base sont toujours présents de nuit, mais certains se transforment aléatoirement en virulents au bout de quelques secondes. Pour rester en vie, des zones de sécurité sont disséminées partout sur la carte, et le joueur peut s'y réfugier (à condition de les avoir sécurisées au préalable), car entourées par des lampes UV (redoutées par les rapaces). Le cycle nuit se finit lorsque le jour se lève, à 06 heures. Certaines quêtes annexes demanderont d'effectuer des tâches de nuit (poser des bombes, récolter des plantes, etc.).

### Mode cauchemar
Ajouté via une mise à jour, le mode de difficulté cauchemar influence sur de nombreux éléments du gameplay : le joueur est beaucoup plus vulnérable aux dégâts, qu'ils soient faits par des ennemis ou bien par une chute. Les kits de soin ne soignent plus que 50 points de vie (contre 100 en normal), la barre de vie ne se régénère pas instantanément mais progressivement, et les consommables instantanés ne régénèrent plus que de 2 points de vie (contre 5 à 30 pour les plus rares consommables). De plus, ouvrir l'inventaire, consulter la carte ou fabriquer des objets ne met plus le jeu en pause, la lampe torche s'éteindra au bout d'un moment si elle est constamment allumée, la nuit dure deux fois plus longtemps, et le sens de survivant n'affiche plus les objets autour du joueur. Du point de vue des ennemis, ils infligent beaucoup plus de dégâts (un empoignement par un infecté de base peut être fatal), les hommes de Rais peuvent tuer le joueur d'une simple rafale de fusil, et les rapaces et virulents n'apparaissent plus sur la mini-carte (de jour comme de nuit).

### ModeBe the zombie
En plus de pouvoir accueillir des parties à quatre joueurs en coopération, le jeu permet à un cinquième joueur d'envahir de nuit les parties des joueurs. Ce cinquième joueur se trouve dans la peau d'un infecté exclusif appelé chasseur nocturne. Celui-ci peut se servir de ses tendons comme d'un grappin (à la portée supérieure à celui du mode solo), utiliser un bouclier anti-UV, cracher des glaires comme le toad qui attirent des hordes et peuvent perturber les appareils UV, tuer instantanément un humain s'il est proche à condition de ne pas être sous une lumière UV, sauter plus haut, courir plus vite, tomber de n'importe quelle hauteur sans se blesser, et voir dans le noir. Le but des humains présent dans la partie est de détruire des nids de rapaces, tandis que le but du zombie est de les en empêcher en les tuant. Les humains ont un compteur de mort, et le zombie un compteur de nids.

## Musique
| No  | Titre                 | Durée |
| --- | --------------------- | ----- |
| 1.  | Harran                | 1:14  |
| 2.  | Horizon               | 2:40  |
| 3.  | Passage               | 4:30  |
| 4.  | Runaway               | 4:17  |
| 5.  | Revival               | 2:53  |
| 6.  | Demolition            | 4:29  |
| 7.  | Departure             | 3:49  |
| 8.  | Invitation            | 4:50  |
| 9.  | Now They Are Coming   | 3:41  |
| 10. | On the Edge           | 2:45  |
| 11. | Destination           | 3:53  |
| 12. | Praise the Sunlight   | 3:22  |
| 13. | In the Cage           | 3:21  |
| 14. | Choices and Decisions | 2:06  |
| 15. | Strife                | 3:18  |
| 16. | For the Greater Good  | 4:07  |
| 17. | Loose Ends            | 2:48  |
| 18. | Decline               | 5:06  |
| 19. | Breakdown             | 1:31  |
| 20. | Despair               | 2:20  |
| 21. | Extent                | 3.16  |

## Développement
Dying Light est développé par le studio polonais Techland. Le jeu fut d'abord pensé comme une suite à Dead Island[réf. nécessaire]. Techland a préféré développer un nouveau jeu vidéo complet afin d'introduire de toutes nouvelles fonctionnalités, comme un grand monde ouvert, de nouveaux zombies, un cycle jour/nuit en temps réel et de meilleurs graphismes. Le 8 mai 2014, Techland a été retardé en raison d'une « volonté d'innover »[Quoi ?]. Lors de l'E3 2014, Techland a annoncé que Dying Light mettra fortement l'accent sur le jeu de rôle[réf. nécessaire]. Le jeu était initialement prévu sur PlayStation 3 et Xbox 360, mais ces versions furent annulées à trois mois de sa sortie. Dying Light est finalement sorti uniquement sur les consoles de génération suivante (Xbox One, PlayStation 4 et sur PC).

### Mises à jour

#### Édition Enhanced
Le 5 mai 2022, Techland déploie une mise à jour gratuite de Dying Light, faisant passer le titre de l'édition Standard à l'édition Enhanced. Cette nouvelle édition offre aux possesseurs du jeu l'extension The Following, les DLCs Cuisine & Cargo et The Bozak Horde, ainsi que le skin pack Crash Test et le bundle Ultimate Survivor.

#### Fin du support des mises à jour
En juin 2022, soit après la sortie de 26 DLCs en l'espace de 7 ans, Techland interrompt définitivement le support des mises à jour de Dying Light.

#### Retouched Update
Le 26 juin 2025, pour fêter les 10 ans du titre, Techland introduit la « Retouched Update », améliorant gratuitement les textures, la gestion de la lumière et la distance d'affichage. Elle inclut également une remastérisation de la bande-son par le compositeur Paweł Blaszczak, en plus d'offrir une nouvelle quête sur les origines de Kyle Crane,.

## Contenu additionnel

### Dying Light: The Following
Dying Light: The Following est l'extension du jeu sortie le 9 février 2016, cette histoire fait suite à l'histoire principale du jeu
Vivez le chapitre inédit de l'histoire de Kyle Crane qui se déroule dans une grande région hors de la ville d'Harran. Explorez une vaste campagne dangereuse remplie de personnages mystérieux, d'armes redoutables et de quêtes diverses. Ce dlc intègre un système de confiance avec les locaux et met en scène un culte séculaire qui cache un dangereux secret. Prenez le volant d'un buggy personnalisable et écrabouillez du zombie avec un système de niveau spécifique au buggy.
Le temps de jeu de ce contenu additionnel est estimé à 10 heures.

## Réception

### Critique
Dying Light est globalement bien reçu par la presse, avec un score moyen de 74 % calculé par l'agrégateur de critiques OpenCritic.

### Ventes
À sa sortie, Dying Light connaît un succès commercial dans de nombreux pays, tels que les États-Unis, le Royaume-Uni, la France, la Pologne, la Suède ou encore l'Australie. Le titre est ainsi le plus vendu sur le marché américain en janvier 2015, devant Call of Duty: Advanced Warfare et Grand Theft Auto V. Il est également numéro 1 des ventes physiques au Royaume-Uni durant la première semaine de mars 2015, devant Call of Duty: Advanced Warfare et Dragon Ball Xenoverse.
Le 19 mars 2015, Dying Light a attiré près de 3,2 millions de joueurs, ce qui en fait le plus gros succès commercial de l'histoire de Techland,.
Le 1er juin 2015, le jeu se réclame d'une base de 4,5 millions de joueurs, avec un chiffre de ventes « légèrement inférieur » si l'on considère le marché de l'occasion, selon Paweł Marchewka, le PDG de Techland,.
En août 2015, Dying Light franchit la barre des 5 millions d'exemplaires écoulés dans le monde,.
En avril 2022, Techland déclare au média GamesRadar+ que le survival horror s'est vendu à plus de 20 millions d'exemplaires,.
Le 1er février 2023, Techland annonce sur X que la franchise Dying Light a atteint les 30 millions d'unités vendues.